# Carqueja-de-bico-amarelo
Carqueja-de-bico-amarelo ou galeirão-d'asa-branca (Fulica leucoptera) é uma espécie de ave da família Rallidae.
Pode ser encontrada nos seguintes países: Argentina, Bolívia, Brasil, Chile, Ilhas Malvinas, Paraguai, Ilhas Geórgia do Sul e Sandwich do Sul e Uruguai.
Os seus habitats naturais são: pântanos e lagos de água doce.